# Пандиз експерт
„Пандиз експерт“ (на английски: Get Hard) е американски филм от 2015 година, комедия на режисьора Итън Коен по негов сценарий в съавторство с Джей Мартъл и Иън Робъртс.
В центъра на сюжета е несправедливо осъден милиардер, който наема свой случаен познат, когото смята неправилно за бивш затворник, за да го подготви за живота в затвора. Главните роли се изпълняват от Уил Феръл и Кевин Харт.